# ماسائو کوگا
ماسائو کوگا (انگلیسی: Masao Koga; ۱۸ نوامبر ۱۹۰۴ – ۲۵ ژوئیهٔ ۱۹۷۸) موسیقی‌دان اهل ژاپن بود. وی بین سال‌های ۱۹۳۱ تا ۱۹۷۸ میلادی فعالیت می‌کرد.